# Тхайнгуєн (місто)
Тхайнгуєн (в'єт. Thái Nguyên, слухатиⓘ) — місто і муніципалітет у В'єтнамі. Він є столицею і найбільшим містом провінції Тхайнгуєн. Місто має 1-шу категорію серед провінційних міст і є дев'ятим за величиною. У В'єтнамі широковідомий своїм чаєм. У 1959 році він став першим містом у В'єтнамі, де запрацював сталеливарний завод. Зараз у місті є великий і швидкозростаючий регіональний університетський комплекс. Населення міста становить 330 000 (на 2010 рік).

## Географія
Місто розташоване на річці Кау. Його площа становить близько 189,705 км².

### Клімат
Місто знаходиться у зоні, котра характеризується вологим субтропічним кліматом. Найтепліший місяць — червень із середньою температурою 28.9 °C (84 °F). Найхолодніший місяць — січень, із середньою температурою 15.6 °С (60 °F).
| Клімат Тхайнгуєна       | Клімат Тхайнгуєна | Клімат Тхайнгуєна | Клімат Тхайнгуєна | Клімат Тхайнгуєна | Клімат Тхайнгуєна | Клімат Тхайнгуєна | Клімат Тхайнгуєна | Клімат Тхайнгуєна | Клімат Тхайнгуєна | Клімат Тхайнгуєна | Клімат Тхайнгуєна | Клімат Тхайнгуєна | Клімат Тхайнгуєна |
| Показник                | Січ.              | Лют.              | Бер.              | Квіт.             | Трав.             | Черв.             | Лип.              | Серп.             | Вер.              | Жовт.             | Лист.             | Груд.             | Рік               |
| Абсолютний максимум, °C | 27                | 27                | 30                | 32                | 37                | 38                | 37                | 36                | 35                | 35                | 32                | 28                | 38                |
| Середній максимум, °C   | 19                | 20                | 22                | 26                | 31                | 32                | 32                | 32                | 31                | 29                | 26                | 21                | 27                |
| Середня температура, °C | 15                | 17                | 20                | 23                | 27                | 28                | 28                | 28                | 27                | 25                | 22                | 17                | 23                |
| Середній мінімум, °C    | 11                | 14                | 18                | 21                | 24                | 25                | 25                | 25                | 23                | 21                | 18                | 14                | 20                |
| Абсолютний мінімум, °C  | 2                 | 8                 | 10                | 13                | 17                | 22                | 22                | 22                | 18                | 17                | 10                | 6                 | 2                 |
| Норма опадів, мм        | 10                | 40                | 60                | 100               | 260               | 350               | 440               | 430               | 210               | 100               | 40                | 20                | 2100              |
| Днів з дощем            | 1                 | 3                 | 4                 | 5                 | 6                 | 17                | 19                | 19                | 11                | 7                 | 4                 | 1                 | 102               |
| Вологість повітря, %    | 75                | 82                | 85                | 86                | 82                | 80                | 84                | 86                | 85                | 82                | 82                | 80                | 82                |
| ----------------------- | ----------------- | ----------------- | ----------------- | ----------------- | ----------------- | ----------------- | ----------------- | ----------------- | ----------------- | ----------------- | ----------------- | ----------------- | ----------------- |
| Джерело: Weatherbase    |                   |                   |                   |                   |                   |                   |                   |                   |                   |                   |                   |                   |                   |

## Історія
Місто зіграло важливу роль у боротьбі В'єтнаму за незалежність під час французької колоніальної епохи.
Повстання у Тхайнгуєн у 1917 році було найбільшим і надзвичано руйнівним антиколоніальним повстанням у французькому Індокитаї між Умиротворенням Тонкіну у 1880 році і Повстанням у Нге-Тіні 1930—1931. У серпні 1917 року в'єтнамські тюремні охоронці повстали у найбільшій у регіоні Нгуєнській в'язниці. За допомогою звільнених ув'язнених — звичайних злочинців, а також політичних ув'язнених — і зі зброєю захопленою у арсеналу, повстанці змогли взяти під свій контроль місцеві органи влади. Потім вони створили укріплений периметр, створений за допомогою французьких чиновників та місцевих співробітників, і закликали до загального повстання. Хоча вони змогли лише утримати місто протягом п'яти днів, французькі війська не змогли заспокоїти околиці ще протягом шести місяців, у результаті чого загинуло багато людей з обох сторін.
Під час Першої індокитайської війни, провінція відіграє важливу роль як безпечна зона для В'єтмінь, скорочено ATK (в'єт. An Toàn Khu, "безпечна зона"; кит.: 安全区). У 1956 році місто стало штаб-квартирою північного військового округу і називалося В'єтбак до возз'єднання у 1975 році.
Початково Тхайнгуєн був невеликим поселенням, яке включало чотири житлові квартали, два містечка і шість комун з населенням близько 140 000, Тхайнгуєн став містом 19 жовтня 1962 року. До цієї дати, область була частиною комуни Донгмо (в'єт. Đồng Mô), району Донгхі (в'єт. Đồng Hỷ).

## Адміністративно-територіальний устрій
Тхайнгуєн включає в себе 19 районів та 9 комун.

### Райони
| - Trưng Vương - Thịnh Đán - Tân Long - Quán Triều - Quang Vinh - Quang Trung - Hoàng Văn Thụ | - Đồng Quang - Phan Đình Phùng - Túc Duyên - Tân Thịnh - Gia Sàng - Tân Lập | - Phú Xá - Cam Giá - Trung Thành - Hương Sơn - Tân Thanh - Tích Lương |

### Комуни
| - Tân Cương - Phúc Trìu - Phúc Xuân - Thịnh Đức - Phúc Hà | - Lương Sơn - Cao Ngạn - Đồng Bẩm - Quyết Thắng - Đồng Mô |

## Галерея

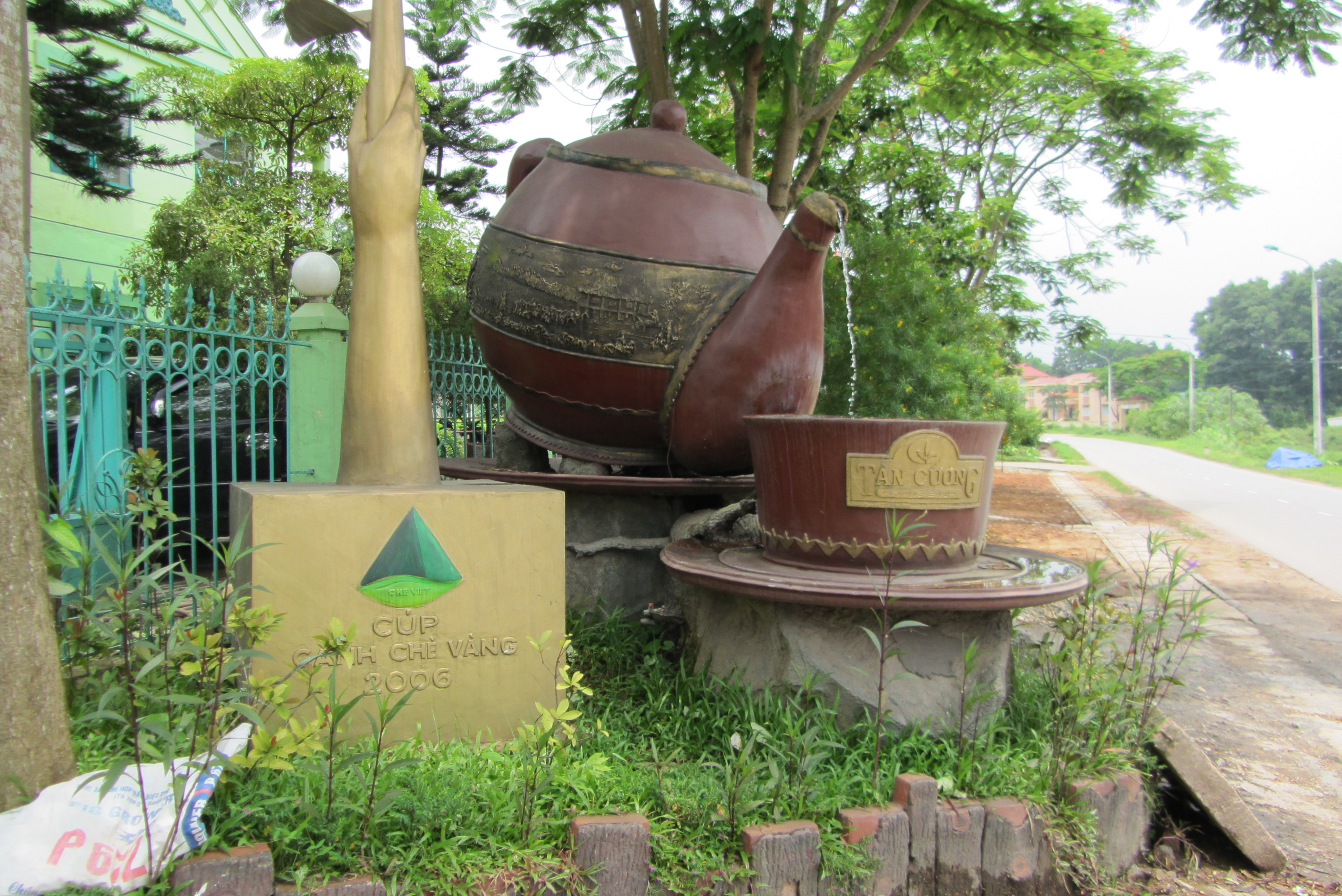
Гігантський чайник біля чайної компанії Танкуонг
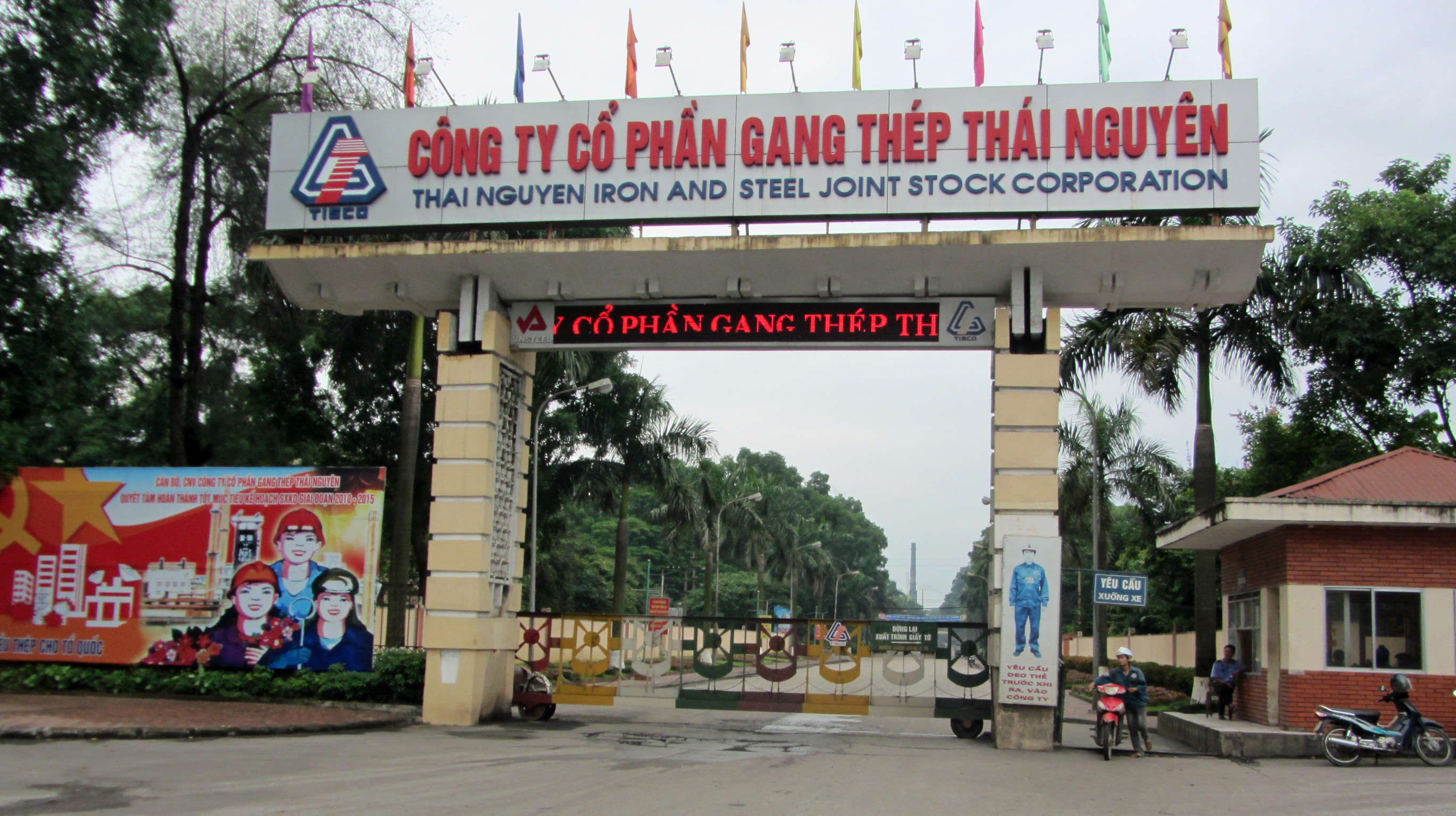
Головні ворота сталеливарного заводу
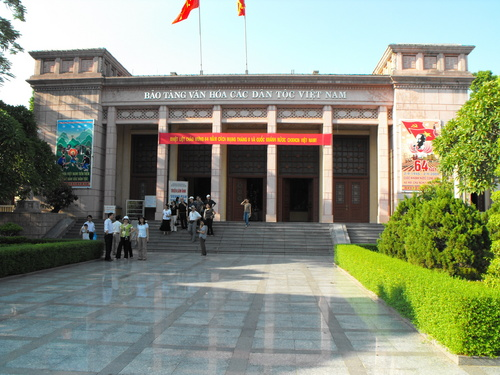
Музей етнічної культури
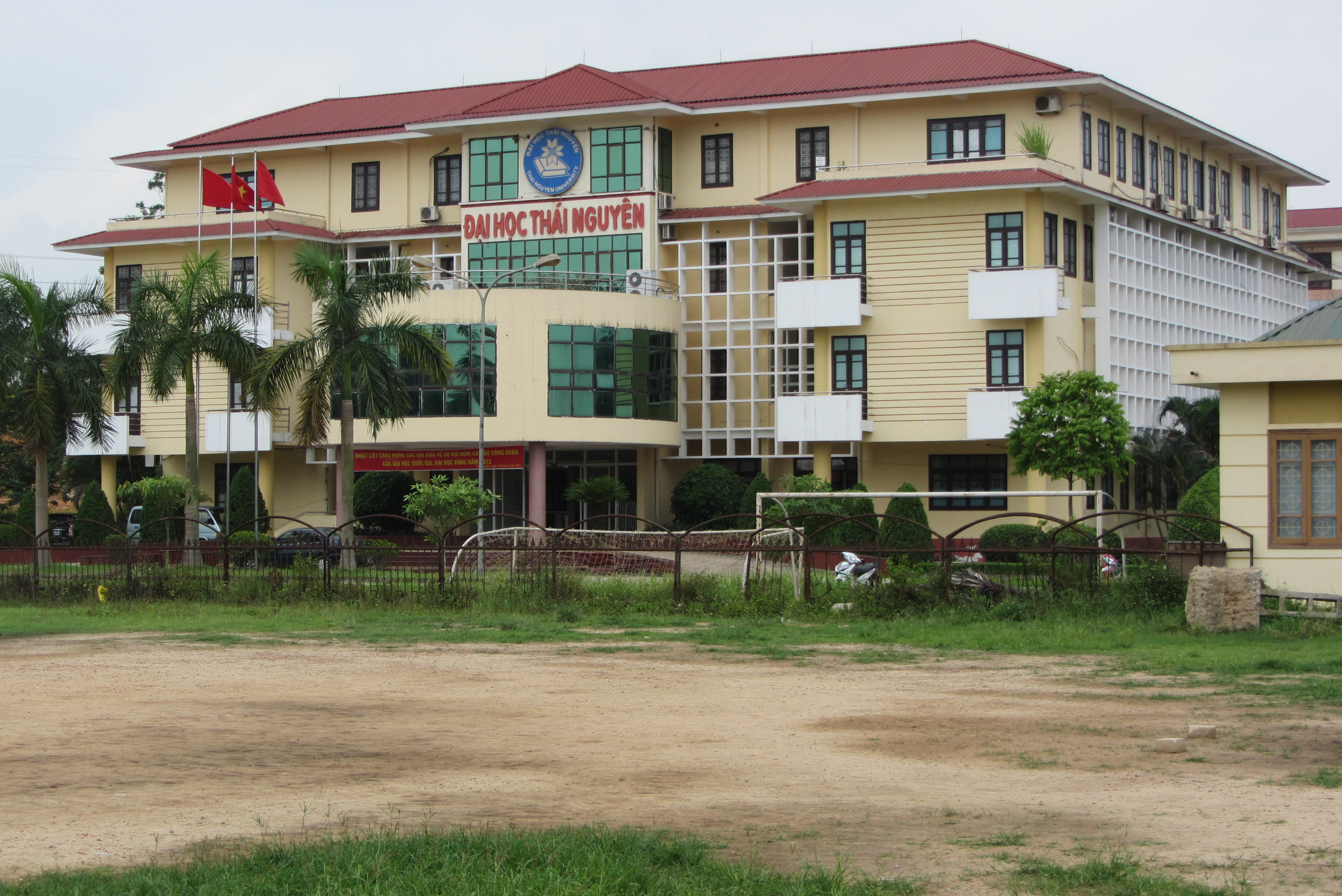
Університет Тхайнгуєна, головна адміністративна будівля